# Péninsule de Corraun
 (décembre 2016).
La péninsule de Corraun (en irlandais : An Corrán) est une péninsule située dans le comté de Mayo en Irlande, reliée à l'île d'Achill par un pont.